# Bulevar oslobođenja (Belgrade)
Pour les articles homonymes, voir Bulevar oslobođenja.
Bulevar oslobođenja, le boulevard de la Libération (en serbe cyrillique : Булевар ослобођења), est un boulevard de Belgrade, la capitale de la Serbie, situé dans les municipalités urbaines de Vračar, Savski venac et Voždovac.

## Parcours

L'échangeur d'Autokomanda

Le Bulevar oslobođenja naît comme un prolongement du Bulevar JNA, dans la municipalité de Voždovac. Il oriente sa course vers le nord et croise les rues Branka Bulata (à gauche), Milovana Markovića (à gauche), Porodice Trajković (à droite), les ruesDr Izabele Haton et Dobrivoja Isailovića (à droite), la rue Baštovanska (à gauche) puis les rues Beranska et Bebelova (à droite). À cette hauteur, le boulevard devint une artère à deux voies séparées et un premier échangeur permet de rejoindre les rues Crnotravska (à gauche) et Save Maškovića (à droite). Il s'oriente vers le nord-ouest et croise les rues Pazinka, Mosorska, Jovanička, Pukovnika Pejovića, Kapetana Zavišića, Mite Cenića, Bose Milićević, Prilučka et Koste Jovanovića (à droite). Le Bulevar oslobođenja accentue ensuite sa direction nord-ouest et croise Banjički venac (à gauche) puis les rues Generala Anrija et Lepenička (à droite) ; elle longe ensuite le stade de l'Étoile rouge et débouche sur un carrefour giratoire qui permet d'accéder aux rues Milutina Ivkovića (à gauche) et Tabanovačka (à droite) puis rejoint le grand échangeur d'Autokomanda qui permet d'accéder au Bulevar Franše D'Eperea, à la rue Ustanička, au Južni bulevar (le « Boulevard du sud ») et à la route européenne E75 (l'autoroute Belgrade-Niš).
Au-delà de l'échangeur, le Bulevar oslobođenja se prolonge, toujours en direction du nord-ouest. Il traverse la voie de chemin de fer puis, sur sa droite, longe le Karađorđev park (le « parc de Karageorges ») puis croise la rue Pasterova (à gauche) et, sur sa droite, longe le parc Milutin Milanković. Il croise ensuite les rues Nebojšina (à droite), Tiršova (à gauche), les rues Krušedolska, Ohridsa et Kneginje Zorke (à droite) puis les rues Birčaninova et Katićeva (à gauche), avant de déboucher sur la place de Slavija, son point d'aboutissement.
Tout au long de son parcours, le Bulevar oslobođenja sert de limite entre les municipalités de Savski venac et de Voždovac puis entre les municipalités de Savski venac et de Vračar.

## Caractéristiques
Depuis le 7 février 2011, l'ambassade de Suisse est située au n° 4 du boulevard.
Le long du boulevard se trouve le monument de Franchet d'Espèrey.
L'école élémentaire Filip Filipović est située au n° 317 du boulevard, l'école élémentaire et le collège Vasa Stajić au n° 219. La faculté de médecine vétérinaire (en serbe : Fakultet veterinarske medicine) de l'université de Belgrade est située au n° 18 du boulevard ; elle a été créée en 1936. L'Institut des maladies infectieuses et tropicales est situé au n° 16.
L'hôtel M, qui fait partie de la chaîne Best Western, se trouve au n° 56.

## Transports
Le Bulevar oslobođenja est desservi par la compagnie GSP Beograd, notamment par les lignes d'autobus 18 (Medaković III - Zemun Bačka), 31 (Studentski trg – Konjarnik), 33 (Pančevački most – Kumodraž), 39 (Slavija – Kumodraž I), 42 (Slavija– Banjica – Petlovo brdo), 47 (Slavija – Resnik), 48 (Pančevački most– Miljakovac II), 59 (Slavija – Petlovo brdo) et 78 (Banjica II – Zemun Novi grad), ainsi que par la ligne de minubus E7 (Pančevački most - Petlovo brdo). Les lignes de tramway 9 (Banjica - Blok 45), 10 (Kalemegdan – Banjica) et 14 (Ustanička - Banjica) circulent également dans le boulevard.